# 27390 Kyledavis
27390 Kyledavis è un asteroide della fascia principale. Scoperto nel 2000, presenta un'orbita caratterizzata da un semiasse maggiore pari a 2,2742651 UA e da un'eccentricità di 0,1557139, inclinata di 6,92319° rispetto all'eclittica.